# Ramón Coronel
Ramón David Coronel Gómez (Capiatá, 31 marzo 1991) è un calciatore paraguaiano, difensore dell'Palmaflor del Trópico.

## Statistiche

### Cronologia presenze e reti in nazionale
| Cronologia completa delle presenze e delle reti in nazionale ― Paraguay | Cronologia completa delle presenze e delle reti in nazionale ― Paraguay | Cronologia completa delle presenze e delle reti in nazionale ― Paraguay | Cronologia completa delle presenze e delle reti in nazionale ― Paraguay | Cronologia completa delle presenze e delle reti in nazionale ― Paraguay | Cronologia completa delle presenze e delle reti in nazionale ― Paraguay | Cronologia completa delle presenze e delle reti in nazionale ― Paraguay | Cronologia completa delle presenze e delle reti in nazionale ― Paraguay |
| Data                                                                    | Città                                                                   | In casa                                                                 | Risultato                                                               | Ospiti                                                                  | Competizione                                                            | Reti                                                                    | Note                                                                    |
| ----------------------------------------------------------------------- | ----------------------------------------------------------------------- | ----------------------------------------------------------------------- | ----------------------------------------------------------------------- | ----------------------------------------------------------------------- | ----------------------------------------------------------------------- | ----------------------------------------------------------------------- | ----------------------------------------------------------------------- |
| 29-5-2014                                                               | Kufstein                                                                | Camerun                                                                 | 1 – 2                                                                   | Paraguay                                                                | Amichevole                                                              | -                                                                       | 70’                                                                     |
| 1-6-2014                                                                | Nizza                                                                   | Francia                                                                 | 1 – 1                                                                   | Paraguay                                                                | Amichevole                                                              | -                                                                       | 70’                                                                     |
| Totale                                                                  |                                                                         | Presenze                                                                | 2                                                                       |                                                                         | Reti                                                                    | 0                                                                       |                                                                         |

## Palmarès

### Club

#### Competizioni nazionali
- Campionato paraguaiano: 3

Nacional: 2013 (A)
Olimpia: 2018 (A), 2018 (C)